# Large Observatory For X-ray Timing
Large Observatory for X-ray Timing connu également sous son acronyme LOFT est un  projet de télescope spatial  à rayons X  de l'Agence spatiale européenne (ESA) qui a pour objectif d'observer les régions où règnent des champs de gravité élevés c'est-à-dire les trous noirs et les étoiles à neutrons. LOFT est une  des cinq propositions présélectionnées  pour devenir la troisième mission moyenne (M3) du programme scientifique Cosmic Vision de l'ESA dont le lancement est planifié en 2022. Mais le projet n'est pas retenu lors de la sélection finale en février 2014 qui aboutit au choix de PLATO.

## Objectifs
Le télescope spatial  à rayons X LOFT doit répondre à deux des questions énoncées dans le programme Cosmic Vision :
- Est-ce que la matière qui orbite près de l'horizon d'un trou noir suit les règles de la relativité générale ?
- Qu'elle est l'équation d'état de la matière dans une étoile à neutrons ?

## Caractéristiques du télescope
Le télescope LOFT est un engin spatial de deux tonnes composé d'une plateforme et deux instruments scientifiques. L'énergie est générée par des panneaux solaires qui fournissent en moyenne 1 800 watts. Le télescope est placé sur une orbite basse circulaire de 600 km d'altitude avec une inclinaison inférieure à 5°.

### Charge utile
La charge utile comprend deux instruments :
- Le Large Area Detector (LAD) est un instrument composé de détecteurs couvrant une surface effective de 18 m2 permettant d'observer des particules dont l'énergie est comprise entre 2 et 50 keV et d'en mesurer l'énergie avec une précision inférieure à 260 eV (pour une particule ayant une énergie de 6 keV). Le champ de vue est de 40 × 40 arcminutes. Les détecteurs sont une extrapolation de ceux mis au point pour l'expérience ALICE de l'accélérateur de particules LHC  du CERN
- LE Wide Field Monitor (WFM) a un champ de vue de 180°x 90° et dispose d'une surface collectrice de 0,146 m2 et permet d'observer des particules ayant une énergie comprise entre 2  et   50 keV et d'en mesurer l'énergie avec une précision inférieure à 500 eV (pour une particule ayant une énergie de 6 keV). Sa résolution angulaire est inférieure à 5  minutes d'arc.

## Déroulement de la mission
Le télescope doit être placé sur son orbite par le lanceur européen Vega depuis la base de lancement de Kourou. La mission devrait durer 4 ans.

## Historique du projet
LOFT fait partie avec EChO, MarcoPolo-R, PLATO et STE-QUEST des candidats pour la troisième mission  de taille moyenne (M-Class) proposée dans le cadre du programme Cosmic Vision (M3) dont le lancement est planifié en 2022. Des études industrielles détaillées sont réalisées en 2012.  Le 19 février 2014 le comité du programme scientifique de l'Agence spatiale européenne  sélectionne la mission PLATO pour un lancement en 2024 ce qui entraine l'arrêt du projet LOFT ,.
Les objectifs et les deux instruments (LAD et WFM) proposés pour la mission LOFT sont repris par le projet sino-européen eXTP (enhanced X-ray Timing and Polarimetry) qui emporte également deux instruments chinois SFA et PFA 